# Tenterfield Terrier
Der aus Australien kommende Tenterfield Terrier ist national in Australien und Neuseeland anerkannt.

## Geschichte
Es wird vermutet, dass er von Hunden abstammt, die die ersten Siedler aus Großbritannien mitgebracht haben. In Australien etablierte er sich als Haushund und als Begleiter für die Jagd. Die Namensherkunft ist unbekannt, es gibt zwar einige Vermutungen, die sich aber nicht stichhaltig herausstellten.

## Aussehen
Tenterfield Terrier gibt es in einer Vielzahl von Farben, aber ihre Fellfarbe ist meist weiß, mit schwarzen, olivfarbenen oder sogar lohfarbenen Abzeichen in den Farbtönen. Es sind kleine Hunde, die im Durchschnitt zwischen 25 und 30 Zentimeter groß werden. Sie sind aktiv, extrem agil, sehr intelligent und sehr anpassungsfähig an eine Vielzahl von Situationen. Zurzeit ist er national anerkannt beim Australian National Kennel Council.

## Gesundheit
Eine Studie über angeborene Schilddrüsenunterfunktion beim Tenterfield Terrier ergab, dass eine Mutation im R593W-Gen dafür verantwortlich ist. Diese Mutation wurde bei allen betroffenen Hunden und bei 31 % der klinisch gesunden festgestellt. Ein Test für die Mutation im R593W-Gen wurde entwickelt und freigegeben.